# Mosè in Egitto
Mosè in Egitto (título original en italiano; en español, Moisés en Egipto) es una ópera en tres actos con música de Gioacchino Rossini y libreto en italiano de Andrea Leone Tottola, basado en una obra de Francesco Ringhieri, L'Osiride, de 1760.
Se estrenó el 5 de marzo de 1818 en el recientemente reconstruido Teatro San Carlo, Nápoles. Considerada como una azione tragico-sacra, el drama sagrado con algunos rasgos del oratorio permitió eludir proscripciones de interpretaciones dramáticas seculares durante la Cuaresma. Rossini revisó la ópera para Nápoles en 1819, cuando introdujo el aria de oración de Moisés '"Dal tuo stellato soglio", que se convirtió en una de las piezas de ópera más populares de la época, inspiró una serie de variaciones para violín y piano a Niccolò Paganini, y sobrevive en forma de concierto. Rossini amplió la obra en 1827, esta vez con un libreto en francés. Moïse et Pharaon, ou Le passage de la Mer Rouge (Moisés y el Faraón, o El cruce del mar Rojo) es en cuatro actos, con un ballet. Se estrenó en París el 26 de marzo.
Esta ópera rara vez se representa en la actualidad; en las estadísticas de Operabase aparece con sólo 5 representaciones en el período 2005-2010. La versión Moïse et Pharaon aparece con 2 representaciones en el mismo período.

## Argumento
La trama transcurre en el Egipto de alrededor del año 1230 a. C. La ópera se basó vagamente en el Éxodo de Egipto de los israelitas, liderados por Moisés, hecho más atractivo para la ópera a través de la introducción de un tema amoroso, en el que el hijo del faraón, Amenofis (tenor) planea impedir su marcha, puesto que ama a la israelita Anaïs (soprano). La ópera se abre con una escena oscura, al tiempo que la plaga de las tinieblas es disuelta por la oración de Moisés, y acaba con el espectáculo del Mar Rojo abriéndose y el ahogamiento de las huestes del Faraón, que "provocó aullidos de burla" por la torpe maquinaria de su puesta en escena en el estreno, aunque la ópera superó sus fallos técnicos y fue un éxito.

## Discografía
| Año  | Elenco: Mosè, Aronne, Elcia, Faraone                                      | Director, Teatro de Ópera y orquesta | Sello discográfico                  |
| ---- | ------------------------------------------------------------------------- | --- | ----------------------------------- |
| 1956 | Nicola Rossi-Lemeni, Mario Filippeschi, Caterina Mancini, Giuseppe Taddei | Tullio Serafin, ?? | ??                                  |
| 1987 | Ruggero Raimondi, Salvatore Fisichella, June Anderson, Siegmund Nimsgern  | Claudio Scimone, Orquesta Philharmonia y Coro de ópera Ambrosiano | Audio CD: Philips, Cat: 420 109-2   |
| 1993 | Roberto Scandiuzzi, Ezio Di Cesare, Mariella Devia, Michele Pertusi       | Salvatore Accardo, Orquesta y Coro del Teatro San Carlo de Nápoles (Grabaciones en audio y video de una interpretación (o de interpretaciones) en el Teatro San Carlo de Nápoles) | DVD: House of Opera Cat: DVDBB 2113 |